# Miloš Bosančić
Miloš Bosančić (in serbo Милош Босанчић?; Ruma, 22 maggio 1988) è un ex calciatore serbo, di ruolo centrocampista.

## Palmarès

### Club

#### Competizioni nazionali
- Campionato ceco: 1

Slovan Liberec: 2011-2012